# Thomas du Perche
Thomas du Perche, né vers 1195, tué à la bataille de Lincoln le 20 mai 1217, fut comte du Perche de 1202 à 1217. Il était fils de Geoffroy III, comte du Perche, et de Mathilde de Saxe, fille d'Henri, duc de Saxe et de Bavière.

## Biographie
Il n'avait que sept ans à la mort de son père, et la régence fut assurée par sa mère, qui se remaria en 1204 à Enguerrand III, seigneur de Coucy. Il combattit en 1214 à Bouvines. En 1216, les barons anglais se révoltèrent contre leur roi Jean sans Terre, et offrirent la couronne au fils de Philippe Auguste, le futur Louis VIII le Lion. Une expédition partit en Angleterre, dans laquelle s'engagea Thomas. La mort de Jean sans Terre mit fin à cet arrangement, et les barons préférèrent accepter comme roi le fils, encore mineur, de Jean, et s'unirent contre les Français. Ceux-ci assiégèrent Lincoln, mais échouèrent à prendre la ville, et le prince Louis renonça au trône d'Angleterre. Thomas avait été tué pendant le siège par le « meilleur tournoyeur du monde », Guillaume le Maréchal, pourtant âgé.
Thomas du Perche avait épousé Hélisende de Rethel, fille de Hugues II, comte de Rethel, et de Félicité de Broyes, mais n'avait pas eu d'enfants. Sa veuve se remaria avec Garnier IV de Traînel, sire de Marigny, et son oncle Guillaume, évêque de Châlons-en-Champagne depuis 1215, lui succéda dans le comté du Perche.